# Unappreciated
Unappreciated — дебютный студийный альбом американской R&B и хип-хоп группы Cherish, вышедший в 2006 году. Альбом был записан при участии Жермена Дюпри и включил в себя сингл «Do It to It», попавший в двадцатку лучших хитов США. Альбом дебютировал в Billboard 200 на четвёртой позиции, проданный в количестве 91 000 копий. Всего было продано 500 537 копий, и альбом стал золотым. В Великобритании он дебютировал на 80 строке чартов, проданный в количестве 30 000 копий.

## Список композиций
1. «That Boi»
2. «Do It to It» (при участии Шона Пола и YoungBloodZ)
3. «Chevy»
4. «Unappreciated»
5. «Taken»
6. «Stop Calling Me»
7. «Oooh»
8. «Chick Like Me» (при участии Rasheeda)
9. «Whenever»
10. «Show & Tell»
11. «Fool 4 You»
12. «Moment in Time»

## Синглы
«Do It to It» — первый сингл Cherish. В США сингл достиг двадцатки лучших. Лучшей позицией стала 12 строка в Billboard Hot 100, в итоге сингл удерживался в чарте 20 недель. Второй сингл, достигшей 41 позиции, получил название «Unappreciated». Третий сингл — «Chevy», но слияние Capitol Records и Virgin Records помешало релизу сингла. «That Boi» и «Show & Tell» тоже должны были быть выпущены как синглы, но этого не случилось, хотя они и прозвучали в эфире некоторых радиостанций США.

## Успех в чартах
| Год  | Чарт                          | Позиция |
| ---- | ----------------------------- | ------- |
| 2006 | Billboard 200                 | 4       |
| 2006 | Лучшие R&B/хип-хоп альбомы    | 4       |
| 2006 | Японский чарт альбомов ORICON | 20      |
| 2006 | Лучшие альбомы Великобритании | 80      |